# Sonderiidae
Famille
Les Sonderiidae sont une famille de Ciliés de la classe des Kinetofragminophora et de l’ordre des Plagiopylida.

## Étymologie
Le nom de la famille vient du genre type Sonderia, qui est peut-être l'éponyme de Otto Wilhelm Sonder un botaniste allemand de Hambourg décédé en 1881, mais Alfred Kahl ne l'a pas précisé.

## Description
Aucune espèce de Sonderia n’a, comme chez Plagiopyla (famille des Plagiopylidae), un péristome s'étendant jusqu'à la face dorsale.
Chez toutes les espèces, il y a une coquille gélatineuse de 2 à 4 μm d'épaisseur, qui est recouverte de tiges à l'extérieur et également entrecoupée de celles-ci. Kahl l'interprète comme des bactéries symbiotiques mais il émet aussi l'hypothèse que cela pourrait également être lié au fait que les Sonderia n'ont pas de vacuole contractile fonctionnant régulièrement. La couverture aurait un effet régulateur sur l'osmose de l'eau ; elle pourra également être utilisée comme simple protection. 
La forme du corps, les stries et la ciliature sont globalement similaires à celles de Plagiopyla, avec un cil rigide toujours allongé à gauche à l'extrémité postérieure.
La striation diffère dans la mesure où les rangées qui, sur la face ventrale, s'étendent vers l'arrière à gauche du péristome, se courbent vers l'arrière à droite et coupent les rangées qui viennent de la gouttière ; cette « couture » est si proche du bord qu'elle se remarque peu, mais est toujours présente.
Des trichocystes se situent obliquement vers l'arrière de l'ectoplasme et percent l’enveloppe, avec un bec court et recourbé en angle obtus. 
La conjugaison est identique à celle du Plagiopyla.
La forme du corps est assez uniforme, ellipsoïde ou faiblement ovale vers l'avant, nettement aplatie dorsalement (1/2 - 1/4 de la largeur), entièrement allongée à droite ou toutefois moins ovale qu'à gauche. 

## Répartition
Les membres de cette famille ont été décrits dans quelques mers et océan du monde, mais très rarement.

## Liste des genres
Selon GBIF (30 avril 2023) :
- Sonderia Kahl, 1928
- Sonderiella Kahl, 1928

## Systématique
Le nom valide de ce taxon est Sonderiidae Small & Lynn, 1985.
Initialement, en 1928, Kahl avait mis l'espèce Sonderia vestita dans le genre Plagiopyla (famille des Plagiopylidae), mais, quand il créa le genre Sonderia il omit d'en préciser l'espèce type.